# 4840 Otaynang
4840 Otaynang eller 1989 UY är en asteroid i huvudbältet som upptäcktes den 23 oktober 1989 av den japanska astronomen Yoshiaki Oshima vid Gekko-observatoriet. Den är uppkallad efter Hanne Otaynang.
Asteroiden har en diameter på ungefär 21 kilometer och den tillhör asteroidgruppen Ursula.